# امبراطورية الأرض : فن الاحتلال
امبراطورية الأرض : فن الاحتلال (بالإنجليزية: Empire Earth: The Art of Conquest)‏ هي لعبة فيديو صدرت في 17 سبتمبر 2002، وهي متوفرة على أجهزة مايكروسوفت ويندوز. اللعبة من تطوير روكستار نيو انغلاند ومن نشر سييرا إنترتينمنت.